# Fedra López
Fedra López (ur. 5 czerwca 1965 w Buenos Aires) – argentyńska aktorka. 
Urodziła się w Buenos Aires w  Argentynie, ale przeprowadziła się do Wenezueli. W wieku siedemnastu lat rozpoczęła karierę artystyczną w Juan Carlos y su rumba flamenca. Jako aktorka znana głównie z telenowel. W Polsce m.in. z roli głównej antagonistki Iranii w telenoweli María Celeste.
Prywatnie jest mężatką i ma dwoje dzieci: córkę Bebsabe oraz syna Erosa.

## Wybrana filmografia[1]
- Natalia del Mar (2011) jako Sara Morales
- El Desprecio (2006) jako Pastora Lara Portillo mn
- Ser Bonita No Basta (2005) jako Soledad Olavarríam
- La invasora (2003) jako María Teresa Aldana
- Kobieta Judasz (La mujer de Judas, 2002) jako Ricarda Araújo
- Felina (2001) jako Mara
- Barwy miłości (Hechizo de Amor, 2000) jako Natasha
- Prawo do miłości (Cuando Hay Pasion, 1999) jako Inés de Jesús Leal
- Aguamarina (1997)
- La Primera Vez (1997)
- Quirpa de Tres Mujeres (1996) jako Manuela Echeverría Salazar
- W sidłach namiętności (Sol de Tentación, 1996) jako Katiuska
- Ka Ina (1995) jako Mireya Carvajal
- María Celeste (1993) jako Irania Paniagua
- Rosangelica (1993) jako Mariebla
- Por Amarte Tanto (1993)